# 梅尔布堡
梅尔布堡（法語：Merbes-le-Château，法語發音：[mɛʁb lə ʃɑto]）是比利时瓦隆大区埃諾省蒂安區的一个市镇，通行法语，是比利时法语社群的一部分，人口4,251人（2018年1月1日）。

## 友好城市
- 法國 布律埃拉比西耶尔